# 二日市場
二日市場（ふつかいちば）は、千葉県市原市の三和地区にある大字。郵便番号は290-0216。

## 概要
市原市中央部の三和地区南部にある。中央部には不規則な住宅街があり、その周りには水田が広がっている。西部には養老川が通っている。

## 地理
北は山田と松崎、東は土宇、南は馬立と土宇、西は中高根と光風台と接している。

## 世帯数と人口
2017年11月1日現在の人口は以下の通りである。
| 町丁字   | 世帯数  | 人口  |
| -------- | ------- | ----- |
| 二日市場 | 133世帯 | 263人 |

## 通学区域
市立小中学校及び県立高等学校の通学区域は以下の通りである。
| 大字 | 小学校             | 中学校             |
| ---- | ------------------ | ------------------ |
| 全域 | 市原市立養老小学校 | 市原市立三和中学校 |

## 交通

### 鉄道
大字内に駅はないが、最寄り駅は光風台駅である。

### 道路
- 国道297号線